# Robert Zander
Adolf Robert Zander (Luleå, 18 settembre 1895 – Göteborg, 27 giugno 1966) è stato un calciatore svedese, di ruolo portiere.

## Biografia
È bisnonno dell'attaccante Gustav Ludwigson.

## Carriera

### Club
Trascorse gran parte della sua carriera difendendo la porta dell'Örgryte, con cui vinse l'Allsvenskan 1925-1926 (anche se, tuttavia, all'epoca il titolo di Campione di Svezia veniva assegnato alla squadra vincitrice dello Svenska Mästerskapet).

### Nazionale
Con la sua Nazionale partecipò ai Giochi olimpici di Anversa 1920, culminati con un'eliminazione ai quarti di finale, e a quelli di Parigi 1924, in cui la Svezia vinse la medaglia di bronzo.

## Palmarès

### Club

#### Competizioni nazionali
- Fyrkantserien: 1

IFK Göteborg: 1919
- Svenska Serien: 2

Örgryte: 1921, 1924

### Nazionale
- Bronzo olimpico: 1

Parigi 1924